# 假性醛固酮减少症
假性醛固酮减少症（pseudohypoaldosteronism，PHA），是一种症状类似醛固酮减少症的病症，系肇因于机体对醛固酮无法作出反应，负反馈调节抑制机制缺陷，导致醛固酮含量异常。

## 历史
1958年，Cheek和Perry首次描述了此种综合征。后来，儿科内分泌学家Aaron Hanukoglu称，假性醛固酮减少症有两种形态，遗传模式不同：一种是常染色体显性遗传的肾形态，主要表现为盐分自肾流失；另一种则是常染色体隐性遗传的多系统形态，表现为盐分自肾、肺、汗和唾液腺流失。此二种统称Ⅰ型假性醛固酮减少症。
醛固酮反应异常的遗传缺陷至少有以下两种可能：1.与醛固酮结合的盐皮质激素受体突变，或2.醛固酮所调节的基因突变。对Ⅰ型假性醛固酮减少症患者进行的分析排除了第一种可能性。后来，人们发现Ⅰ型假性醛固酮减少症是由基因SCNN1A、SCNN1B和SCNN1G突变导致的，这三个基因分别编码上皮钠通道亚基α、β和γ。

## 类型
| 类型  | OMIM   | 基因                   | 遗传             | 描述                      |
| ----- | ------ | ---------------------- | ---------------- | ------------------------- |
| PHA1A | 177735 | MLR                    | 常染色体显性遗传 | 有钠流失                  |
| PHA1B | 264350 | SCNN1A、SCNN1B、SCNN1G | 常染色体隐性遗传 | 有钠流失                  |
| PHA2  | 145260 | WNK4、WNK1             |                  | 无钠流失，可能与TRPV6有关 |

PHA2，即Ⅱ型假性醛固酮减少症，又名家族性高钾血症或戈登综合征，由Gordon于1986年首次描述，病因为潜在遗传缺陷导致肾脏远端小管氯化钠重吸收增加，进而导致体积膨胀、高血压、肾素水平降低。与Ⅰ型存在醛固酮抗性不同，Ⅱ型体积膨胀导致醛固酮水平降低。临床特征为高血压、高鉀血症、代谢性酸中毒，但肾功能正常。

## 治疗
Ⅰ型严重患者治疗需要较多氯化钠。相反，Ⅱ型患者需要限制盐分，并使用噻嗪利尿剂阻断氯化钠重吸收，使血压、血钾水平恢复正常。